# Nagoya Grampus
Nagoya Grampus Eight
 (名古屋グランパスエイト Nagoya guranpusu eito?) är ett fotbollslag från Nagoya, Japan. Laget spelar för närvarande (2021) i den högsta proffsligan J1 League.

## Namnet
Tecknet 鯱 kan utläsas på två olika sätt. Det ena är shachi (シャチ) vilket betyder späckhuggare, på engelska Killer whale eller Grampus. Det andra är shachihoko (しゃちほこ) som är ett fantasidjur med ett tigerhuvud och en karpkropp som är en symbol för Nagoya och bland annat sitter på taket av Nagoya slott. En annan av Nagoyas symboler är maru-hachi ("cirkel åtta") som består av tecknet 八 (8) inskrivet i en cirkel.
. Inför säsongen 2008 förenklade de namnet till endast Nagoya Grampus.

## Titlar
- J. League:
  - 2010
- Emperors Cup (2):
  - 1995, 1999
- Japanska Supercupen (2):
  - 1996, 2011

## Placeringar tidigare år
- 1993 - 9:e plats
- 1994 - 11:e plats
- 1995 - 3:e plats
- 1996 - 2:a plats
- 1997 - 9:e plats
- 1998 - 5:e plats
- 1999 - 4:e plats
- 2000 - 9:e plats
- 2001 - 5:e plats
- 2002 - 6:e plats
- 2003 - 7:e plats
- 2004 - 7:e plats
- 2005 - 14:e plats
- 2006 - 7:e plats
- 2007 - 11:e plats
- 2008 - 3:e plats
- 2009 - 9:e plats
- 2010 - 1:a plats
- 2011 - 2:a plats
- 2012 - 7:e plats
- 2013 - 11:e plats
- 2014 - 10:e plats
- 2015 - 9:e plats
- 2016 - 16:e plats
- 2017 - 3:e plats i J2  Uppflyttad till J1
- 2018 - 15:e plats
- 2019 - 13:e plats
- 2020 - 3:e plats

## Spelare

### Spelatruppen
| Nr | Land       | Pos | Namn                |
| -- | ---------- | --- | ------------------- |
| 1  | Australien | MV  | Mitchell Langerak   |
| 2  | Japan      | MF  | Takuji Yonemoto     |
| 3  | Japan      | F   | Yuichi Maruyama     |
| 4  | Japan      | F   | Shinnosuke Nakatani |
| 5  | Japan      | MF  | Kazuki Nagasawa     |
| 6  | Japan      | F   | Kazuya Miyahara     |
| 7  | Japan      | MF  | Hiroyuki Abe        |
| 8  | Japan      | A   | Yoichiro Kakitani   |
| 9  | Japan      | A   | Ryogo Yamasaki      |
| 10 | Brasilien  | A   | Gabriel Xavier      |
| 11 | Japan      | A   | Yuki Soma           |
| 13 | Japan      | F   | Haruya Fujii        |
| 14 | Japan      | F   | Yasuki Kimoto       |
| 15 | Japan      | MF  | Sho Inagaki         |

| Nr | Land      | Pos | Namn            |
| -- | --------- | --- | --------------- |
| 16 | Brasilien | A   | Mateus          |
| 17 | Japan     | F   | Ryoya Morishita |
| 18 | Japan     | MV  | Tsubasa Shibuya |
| 19 | Japan     | A   | Manabu Saitō    |
| 21 | Japan     | MV  | Yohei Takeda    |
| 22 | Japan     | MV  | Daiki Mitsui    |
| 23 | Japan     | F   | Yutaka Yoshida  |
| 24 | Japan     | MF  | Ryotaro Ishida  |
| 25 | Japan     | A   | Naoki Maeda     |
| 26 | Japan     | F   | Shumpei Naruse  |
| 27 | Japan     | MF  | Shunto Kodama   |
| 28 | Japan     | F   | Akira Yoshida   |
| 44 | Japan     | MF  | Mu Kanazaki     |

### Utlånade spelare
| Nr | Land  | Pos | Namn                        |
| -- | ----- | --- | --------------------------- |
|    | Japan | MV  | John Higashi (i Tochigi SC) |
|    | Japan | MF  | Daiki Enomoto (i Ehime FC)  |

| Nr | Land     | Pos | Namn                                    |
| -- | -------- | --- | --------------------------------------- |
|    | Japan    | MF  | Shuto Watanabe (i Mito HollyHock)       |
|    | Paraguay | A   | Jonathan Matsuoka (i Kamatamare Sanuki) |

### Tidigare spelare
- Keisuke Honda
- Eiji Kawashima
- Marcus Tulio Tanaka
- Maya Yoshida
- Alessandro Santos
- Keiji Tamada
- Seigo Narazaki
- Kisho Yano
- Michihiro Yasuda
- Masanobu Izumi
- Jungo Fujimoto
- Yuji Sugano
- Yuji Sakakura
- Tetsuya Asano
- Teruo Iwamoto
- Takafumi Ogura
- Koji Noguchi
- Masaharu Suzuki
- Yasuyuki Moriyama
- Motohiro Yamaguchi
- Wagner Lopes
- Takashi Hirano
- Go Oiwa
- Atsushi Yoneyama
- Keiji Kaimoto
- Tomoyuki Sakai
- Shigeyoshi Mochizuki
- Chikara Fujimoto
- Tomokazu Myojin
- Yutaka Akita
- Toshiya Fujita
- Hayuma Tanaka
- Naoshi Nakamura
- Taishi Taguchi
- Mu Kanazaki
- Kensuke Nagai
- Yohei Toyoda
- Kengo Kawamata
- Joshua Kennedy
- Luiz Carlos Bombonato Goulart
- Valdo Filho
- Marques Batista de Abreu
- Jorginho Putinatti
- Elivélton
- Alexandre Torres
- Edvaldo Oliveira Chaves
- Danilson Córdoba
- Andrej Panadić
- Gary Lineker
- Gérald Passi
- Igor Burzanović
- Frode Johnsen
- Dragan Stojković
- Dragiša Binić
- Marek Špilár
- Milivoje Novaković
- Ludvig Öhman
- Robin Simovic

## Tidigare tränare
- Arsène Wenger (1995-September 1996)
- Carlos Queiroz (1996-1997)